# Claudius Colas
Pour les articles homonymes, voir Colas.
Claude François Colas (29 novembre 1884-11 septembre 1914), dit Claudius Colas et connu sous le pseudonyme espérantiste Profesoro V. Esperema, est le rédacteur en chef d’une revue catholique et un espérantiste français. Il est un des pionniers français de l’espéranto dans les cercles catholiques.

## Biographie
Claudius Colas nait le 29 novembre 1884 à Saint-Huruge de Claude Colas, cultivateur, et de Claudine Couzot,.
En mai 1902, alors étudiant de 18 ans, il découvre l’espéranto. Il est référencé par Louis-Lazare Zamenhof, dans son Adresaro de la Esperantistoj (eo), sous le numéro 7162.
À la fin de l’année 1908, la revue Espero Katolikane parait plus à cause de l’état de santé du père Peltier qui s’en occupe alors. La revue connaît trois mois d’arrêt avant d’être relancée, avec comme rédacteur en chef, Claudius Colas. En janvier 1909, la rédaction et l’administration de la revue déménagent alors à Paris,.
Le 18 février 1909, il épouse Berthe Tassel à Paris,.
Le 21 août 1909, il est accepté par monseigneur Léon Adolphe Amette.
En 1910, il publie une proposition d’espérantide, l’Adjuvilo (eo), qui ne sera toutefois jamais utilisé.
Il décède le 11 septembre 1914 durant la bataille de la Marne, laissant Berthe Colas, sa veuve, et trois enfants en bas âge. Son fils ainé, René Claude Colas, s’investira dans l’association espérantiste des catholiques de France, jusqu’à en devenir président,.

## Œuvres
- Claudius Colas, L’Adjuvilo, Paris, 1910, 31 p. (lire en ligne)
- (eo) Claudius Colas, La lignoŝuoj, Montmagny, Katolika Oficejo Esperantista, 1914, 15 p.[6]

- (eo) Claudius Colas, Epizodo de milito, San Vito al Tagliamento, A. Paolet, 1915, 15 p. (lire sur Wikisource)